# Нерио II Ачайоли
Нерио II Акиайоли (на италиански: Nerio II Acciaioli) е херцог на основаното от кръстоносците Атинско херцогство.
До 1419 г. Нерио живее в Италия. На следващата година след смъртта на неговия баща Франческо Акиайоли, господар на град Сикамино в Атика, Нерио е осиновен от чичо си Антонио I Акиайоли, който го обявява за свой наследник. Така след смъртта на чичо му през 1435 Нерио става херцог на Атина с подкрепата и на османския султан. Заради интригите на по-малкия си брат Антонио обаче, Нерио се скарва със султана и през 1439 г. е изгонен от османците от Атина. На негово място херцог става брат му.
Връща се начело на херцогството през 1441 г. след смъртта на брат си и остава на власт до собствената си смърт през 1451 г. През 1444 г. участва във войната срещу османците на страната на Константин XI Палеолог. Този съюз обаче разгневява султан Мехмед II, който изпраща войски срещу него. Изплашеният Нерио се отмята от съюза си с Константин Палеолог и моли султана за милост. Разгневен на свой ред, Константин превзема Тива и Ливадия и принуждава Нерио да се признае за негов васал.
През 1446 г. Мехмед II превзема Тива и сега вече Нерио става васал на османците и е задължен да им изплаща данък. В качеството си на техен васал е принуден да участва и в похода им в Коринт и Сикион, които са жестоко разграбени.
Нерио II Акиайоли сериозно се интересува от миналото на Елада, изучава гръцки език, събира ценни паметници на античното изкуство.
Умира през 1451 г.

## Семейство
Нерио II Акиайоли е женен за Киара Дзорци, от която има син Франческо I. Нерио умира още млад през 1451 г., а веднага след това Киара се жени повторно за венецианеца Бартоломео Контарини и двамата стават регенти на малкия Франческо. Поради оплакване на атиняните от управлението им, султанът извиква при себе си в Одрин Бартоломео заедно с Франческо и се обявява за настойник на момчето. Франческо никога повече не се връща в Атина и не се знае повече за съдбата му, по всяка вероятност е бил обърнат в исляма.